# Europese volleyballeague mannen 2018
De Europese Volleyballeague mannen 2018 was de vijftiende editie van de Europese Volleyballeague, die bestond uit 20 Europese volleybalteams. Een voorronde werd gespeeld vanaf 19 mei 2018 tot en met 6 juni, de final four in Karlsbad , Tsjechië op 15 juni en 16 juni 2018. De top 2 van dit toernooi plaatste zich voor de FIVB Challenger Cup mannen 2018.

## Deelnemende landen
- België
- Estland
- Slowakije
- Zweden

- Slovenië
- Nederland
- Turkije
- Oekraïne

- Finland
- Tsjechië
- Portugal
- Spanje

- Macedonië
- Letland
- Oostenrijk
- Kosovo

- Wit-Rusland
- Kroatië
- Hongarije
- Albanië

## Groepsfase Gouden Groep
- De drie groepswinnaars en het gastland Tsjechië plaatsen zich voor de final 4.

Puntenverdeling
- bij winst met 3-0 of 3-1 :3 punten voor de winnaar ; 0 punten voor de verliezer
- bij winst met 3-2 : 2 punten voor de winnaar ; 1 punt voor de verliezer

|  | Gekwalificeerd voor de final Four |
|  | Gastland Final four               |
|  | Gedegradeerd naar Zilveren groep. |

### Groep A
|      |           |     | Wedstrijden | Wedstrijden | Sets | Sets | Sets |
| Rank | Team      | Pts | W           | L           | W    | L    |      |
| ---- | --------- | --- | ----------- | ----------- | ---- | ---- | ---- |
| 1    | Estland   | 15  | 5           | 1           | 15   | 6    |      |
| 2    | België    | 11  | 4           | 2           | 13   | 9    |      |
| 3    | Zweden    | 6   | 2           | 4           | 9    | 12   |      |
| 4    | Slowakije | 4   | 1           | 5           | 6    | 16   |      |

### Groep B
|      |           |     | Wedstrijden | Wedstrijden | Sets | Sets | Sets |
| Rank | Team      | Pts | W           | L           | W    | L    |      |
| ---- | --------- | --- | ----------- | ----------- | ---- | ---- | ---- |
| 1    | Turkije   | 13  | 4           | 2           | 16   | 8    |      |
| 2    | Nederland | 12  | 4           | 2           | 16   | 12   |      |
| 3    | Oekraïne  | 9   | 3           | 3           | 13   | 13   |      |
| 4    | Slovenië  | 2   | 1           | 5           | 5    | 17   |      |

### Groep C
|      |          |     | Wedstrijden | Wedstrijden | Sets | Sets | Sets |
| Rank | Team     | Pts | W           | L           | W    | L    |      |
| ---- | -------- | --- | ----------- | ----------- | ---- | ---- | ---- |
| 1    | Portugal | 12  | 5           | 1           | 15   | 11   |      |
| 2    | Finland  | 10  | 3           | 3           | 14   | 12   |      |
| 3    | Spanje   | 7   | 2           | 4           | 11   | 13   |      |
| 4    | Tsjechië | 7   | 2           | 4           | 10   | 14   |      |

## Final Four
Gekwalificeerde landen
- Tsjechië (Gastland)
- Estland (Winnaar Groep A)
- Turkije (Winnaar Groep B)
- Portugal (Winnaar Groep C)

### Halve finale
| Team 1   | Res. | Team 2   |
| -------- | ---- | -------- |
| Estland  | 3-0  | Portugal |
| Tsjechië | 3-0  | Turkije  |

### Kleine finale
| Team 1   | Res. | Team 2  |
| -------- | ---- | ------- |
| Portugal | 2-3  | Turkije |

### Finale
| Team 1  | Res. | Team 2   |
| ------- | ---- | -------- |
| Estland | 3-0  | Tsjechië |

## Groepsfase Zilveren groep
- De twee groepswinnaars  , beste nummer 2 en het gastland Macedonië plaatsen zich voor de final 4.

Puntenverdeling
- bij winst met 3-0 of 3-1 :3 punten voor de winnaar ; 0 punten voor de verliezer
- bij winst met 3-2 : 2 punten voor de winnaar ; 1 punt voor de verliezer

|  | Gekwalficeerd voor de final Four |
|  | Gastland Final four              |

### Groep A
|      |            |     | Wedstrijden | Wedstrijden | Sets | Sets | Sets |
| Rank | Team       | Pts | W           | L           | W    | L    |      |
| ---- | ---------- | --- | ----------- | ----------- | ---- | ---- | ---- |
| 1    | Macedonië  | 3   | 1           | 0           | 3    | 1    |      |
| 2    | Letland    | 3   | 1           | 0           | 3    | 1    |      |
| 3    | Oostenrijk | 0   | 0           | 1           | 1    | 3    |      |
| 4    | Kosovo     | 0   | 0           | 1           | 1    | 3    |      |

### Groep B
|      |             |     | Wedstrijden | Wedstrijden | Sets | Sets | Sets |
| Rank | Team        | Pts | W           | L           | W    | L    |      |
| ---- | ----------- | --- | ----------- | ----------- | ---- | ---- | ---- |
| 1    | Wit-Rusland | 15  | 5           | 1           | 16   | 4    |      |
| 2    | Kroatië     | 14  | 5           | 1           | 16   | 6    |      |
| 3    | Albanië     | 5   | 1           | 5           | 7    | 16   |      |
| 4    | Hongarije   | 3   | 1           | 5           | 4    | 17   |      |

## Final Four

### Halve finale
| Team 1      | Res. | Team 2    |
| ----------- | ---- | --------- |
| Wit-Rusland | 3-0  | Letland   |
| Kroatië     | 3-2  | Macedonië |

### Kleine finale
| Team 1  | Res. | Team 2    |
| ------- | ---- | --------- |
| Letland | 3-1  | Macedonië |

### Finale
| Team 1      | Res. | Team 2  |
| ----------- | ---- | ------- |
| Wit-Rusland | 1-3  | Kroatië |